# Сын мигранта из Сирии
Сын мигранта из Сирии (англ. The Son of a Migrant from Syria) — работа 2015 года граффити-художника Бэнкси. Она находилась в «Джунглях» Кале, лагеря мигрантов в окрестностях города, пытавшихся перебраться в Великобританию. На граффити был изображён в роли держащего путь мигранта покойный Стив Джобс, соучредитель и бывший генеральный директор компании Apple, который сам был сыном сирийского мигранта в США.

## История
Во время европейского миграционного кризиса множество беженцев прибывало из раздираемой войной Сирии. Тысячи из них, а также мигранты (преимущественно из Сирии, Афганистана и Эритреи), жили во временном лагере, получившим прозвище «Джунгли», в окрестностях от Кале, города во Франции. Бэнкси, английский художник и политический активист, ранее пожертвовал части своей бывшей выставки Дисмаленд для создания пристанищ в лагере.
В декабре 2015 года Бэнкси продемонстрировал несколько своих граффити-работ, связанных с кризисом мигрантов, в том числе вариацию картины Теодора Жерико «Плот «Медузы»», изображающую мигрантов на плоту, машущих в сторону роскошной яхты. В работе «Сын мигранта из Сирии» Бэнкси изобразил Стива Джобса в чёрной водолазке и круглых очках. Он стоит, в одной руке держа сумку со своими вещами через плечо, а в другой — компьютер Macintosh. Это изображение Джобса было взято из фотографии 2006 года, сделанной Альбертом Уотсоном, которая позже также была использована на обложке биографии Уолтера Айзексона «Стив Джобс».
В своём заявлении Бэнкси отметил: «Нас часто заставляют думать, что миграция — это утечка ресурсов страны, но Стив Джобс был сыном сирийского мигранта. Apple — самая прибыльная компания в мире, она платит более $7 млрд налогов в год — и она существует только потому, что в неё пустили парня из Хомса».
Использование Джобса в качестве образа сирийских мигрантов стало популярным после твита в сентябре 2015 года технолога Дэвида Гэлбрейта, опубликовавшего под фотографией Джобса подпись «Дитя сирийских мигрантов». Биологический отец Джобса, Абдулфаттах (Джон) Джандали, был студентом из элитной семьи сирийского Хомса. Он познакомился с будущей матерью Джобса, студенткой Джоан Шибле, работая ассистентом преподавателя в Висконсинском университете в Мадисоне. Стив Джобс был усыновлен через несколько месяцев после своего рождения парой из Калифорнии. По словам Айзексона, Джобса мало интересовали его сирийские корни, биограф отмечал: «Когда тема Ближнего Востока поднималась в разговоре, она не привлекала его или не вызывала его типичных сильных высказываний, даже после того, как Сирия была охвачена Арабской весной в 2011 году».

## Критика
Мэтт Миллер из «Esquire» отмечал, что произведение Бэнкси было «мощным заявлением» и «улавливало историю происхождения Джобса». Мемфис Баркер из «The Independent» похвалил визуальные аспекты работы, но критиковал использование Джобса в качестве образа беженцев: возможность нахождения в лагере потенциальной фигуры уровня Стива Джобса несостоятельна, так как убежище в лагере должно предоставляться вне зависимости от предпринимательских навыков или грамотности, а лишь потому, что это люди. Исси Лаповски из Wired разделяла аналогичную точку зрения. Она описала произведение как «пронзительное», но также добавила: «Я надеюсь, что мир сплотится, чтобы помочь миллионам беженцев, которые нуждаются просто потому, что они нуждаются, а не потому, что они могут когда-нибудь изобрести следующий iPhone». Эшли Карман из «The Verge» отмечала: «Хотя чувства и усилия, заставляющие людей заботиться о кризисе беженцев, безусловно, заслуживают аплодисментов, также стоит отметить, что Джобс не воспринимал своих биологических родителей как нечто большее, чем биологические родители».
Городские власти Кале установили защитные стеклянные панели над граффити и другими близлежащими работами Бэнкси. Мэр Кале Наташа Бушар заявляла об удаче для города, что произведения Бэнкси находятся в нём. В январе 2016 года «Сын мигранта из Сирии» был обезображен, когда вандалы разбили защитный стеклянный корпус и распылили краску поверх работы Бэнкси.